# Kronstadt
För staden i Rumänien med det tyska namnet Kronstadt se Brașov
Kronstadt (ryska: Кронштадт/Kronsjtadt; på svenska tidigare Kronstad) är en stad i västra Ryssland på ön Reitskär i Finska viken. Staden utgör en rajon inom Sankt Petersburgs federala stadsområde. Folkmängden uppgår till cirka 44 000 invånare.
Staden grundlades på 1700-talet av Peter den store som ryska flottans huvudbas. Den var 1921 platsen för det så kallade Kronstadtupproret. Här finns även Kronstadts havskatedral.
Efter Sovjetunionens fall och Baltikums självständighet 1991 har Kronstadt åter fått viss betydelse som flottbas. Staden och Kotlinön förbinds med fastlandet via Sankt Petersburgdammen.

## Kända personer från Kronstadt
- M.A. Goltison, (1870–1914), sångare och musikkritiker.
- Pjotr Kapitsa, (1894−1984), fysiker.

## Bilder

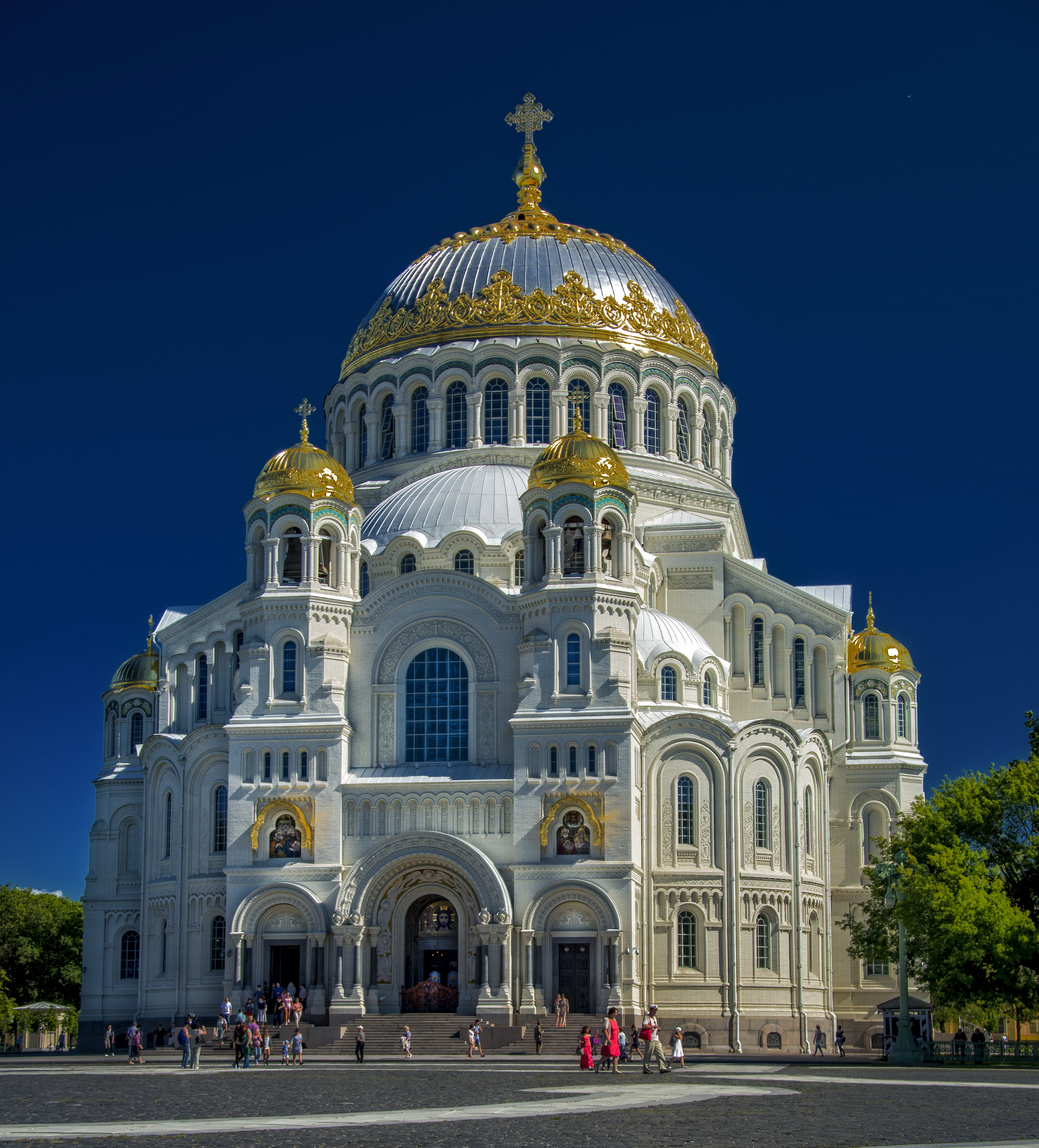
Kronstadts havskatedral.
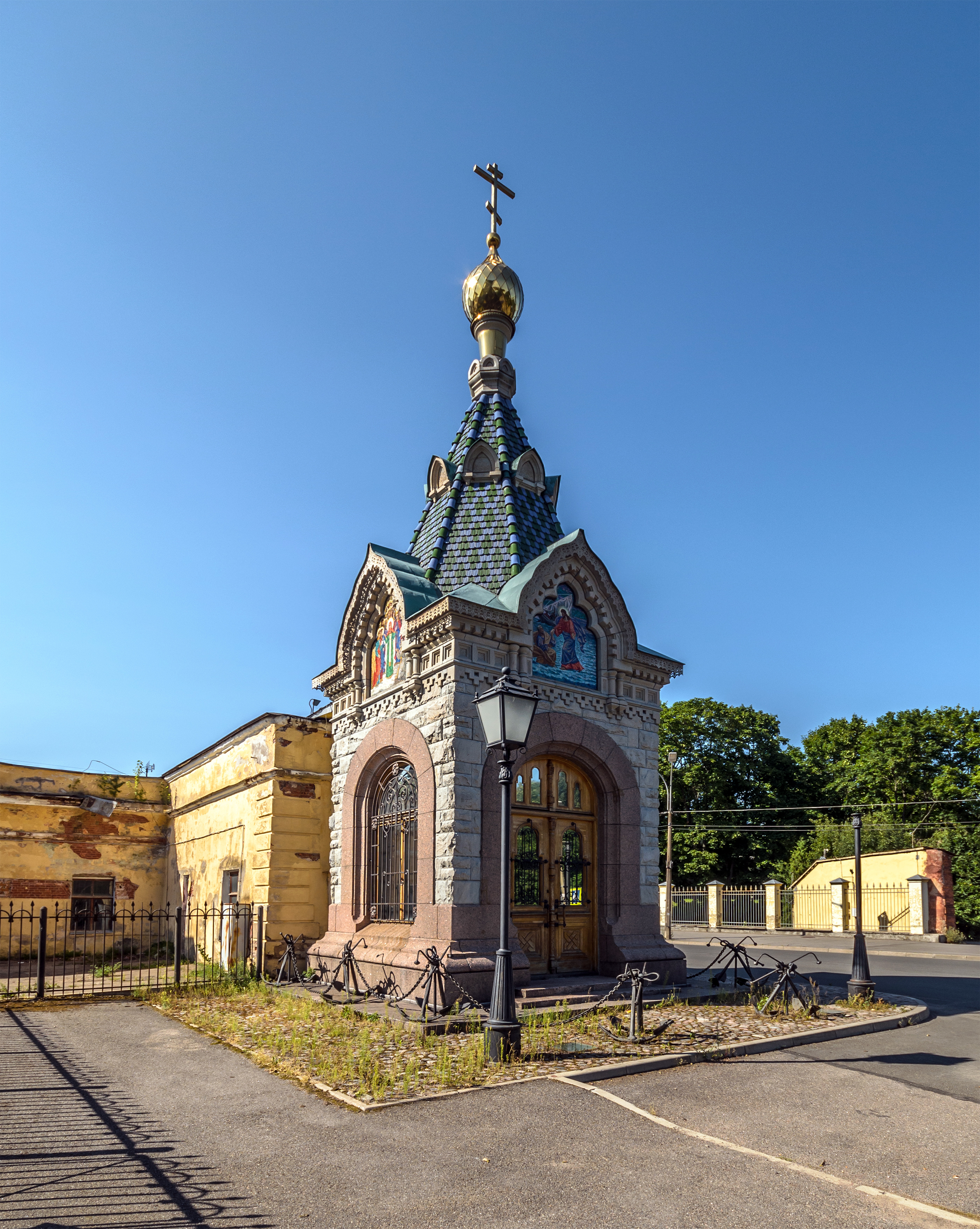
Kapell i Kronstadt.
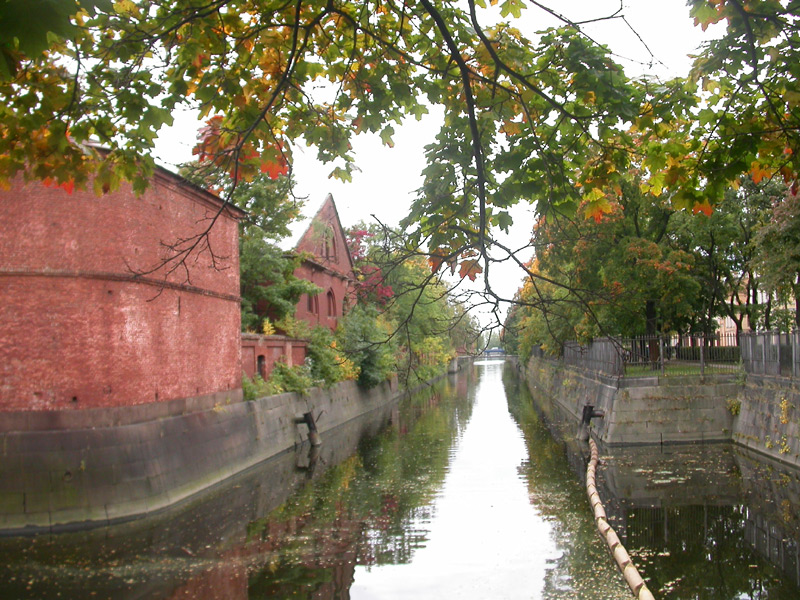
Kanal i Kronstadt.